# 邊境的老騎士
《邊境的老騎士》是支援BIS所寫並連載於成為小說家吧的日本小說，並由菊石森生改編為漫畫。漫畫在2016年連載於《Young Magazine》。

## 劇情
本作以被「巨大屏障」包圍、保護人類免受魔獸威脅的世界為舞台，講述58歲的退休老騎士巴爾特·羅恩的美食奇幻故事。

## 登場人物

### 主要人物
巴爾特·羅恩
本作主角。58歲的老騎士，有著「人民的騎士」、「不敗的騎士」的稱號。特徵是左臉頰和右眉的傷疤，年輕時期留著深色短髮，但在解救被掘土猿圍攻的愛朵菈公主期間留下橫跨鼻梁的傷疤，年老時期髮色轉為銀白。喜愛品味美食，討厭政治鬥爭。父母早逝後接受某位流浪騎士的指導學習劍術，自愛朵菈公主尚年幼時期便被封為騎士，任命德魯西亞家騎士期間成為希德爾蒙特、居爾南的師傅，但因為其名聲過於醒目，為了不讓自己成為掌握權勢的科嚴德拉家的棋子危及德魯西亞家，辭去為期50年的騎士一職並奉還居所財產，偕同愛馬「史塔波洛斯」過著流浪的生活。直到愛朵菈公主過世後，決定到處旅行享受世界上的各種美食。
愛朵菈·德魯西亞
德魯西亞的公主、居爾南的母親。自幼親近巴爾特，童年時期喜歡探險修練劍術更勝裁縫，直至少女時期偕同隨從在森林遭遇魔物化的掘土猿襲擊獲得巴爾特解危，此後收斂喜愛奔放的性情表現溫柔善體人意，顧及領地安危同意和卡爾德斯·科嚴德拉結婚，但在聯姻一年半後帶著尚在襁褓的居爾南被遣送回德魯西亞。29年后（該世界曆法的4270年），四十四歲的愛朵菈过世，但經常出現在巴爾特的回憶片段，影響巴爾特的思維和行動。
朱露察卡
盜賊。
居爾南·德魯西亞
愛朵菈公主的独子、德魯西亞家的騎士、巴爾特的弟子、帕魯薩姆王王子兼現任國王。將巴爾特當成自己的爺爺。

### 神明
巴達拉波札
司掌黑暗的神明。

### 德魯西亞家
加利耶亞
故事初期的時任德魯西亞家領主。對巴爾特辭去騎士職位感到驚愕，派遣希德爾蒙特試著勸說巴爾特留任未果。
希德爾蒙特·艾克斯潘古拉
巴爾特的弟子，奉加耶利亞的命令追上巴爾特轉達懇求留任騎士的訊息，經由巴爾特說明理解科嚴德拉家的侵略作為將招致魔獸入侵的危機後，連同部屬被巴爾特託付守護德魯西亞家，代替加利耶亞將旅費和酒贈與巴爾特。

### 科嚴德拉家
卡爾德斯·科嚴德拉
愛朵菈公主的政治聯姻對象兼時任當家，原為前任當家的末子，由於前任當家和其他繼承者接連不明原因過世，在23歲時接任當家職責並採取強硬作風侵略包含中立立場的德魯西亞家等勢力，迎娶愛朵菈公主，但後來將愛朵菈公主母子遣送回德魯西亞家並殺害追問原因的使者，藉口追究德魯西亞家為由五度進攻後者領地均以落敗告終。
約提夏·斑
科嚴德拉家的騎士，個性傲慢。代表科嚴德拉家試圖挖角巴爾特，被拒絕後讓邊·烏立爾和巴爾特單挑，結果被巴爾特和史塔波洛斯牽制行動，在重心不穩的狀態被巴爾德斬殺。
邊·烏立爾
外號「赤鴉」，因為擅使長劍和戰鬥狂性格而惡名昭著的戰鬥傭兵，對待對手重視禮節。被巴爾德評價為受過正規劍術訓練的高手。被約提夏聘雇奉命除掉巴爾德，但由於約提夏被巴爾德殺死導致委託作廢。

## 出版書籍

### 輕小說
| 卷數 | KADOKAWA      | KADOKAWA               | 台灣角川       | 台灣角川               |
| 卷數 | 發售日期      | ISBN                   | 發售日期       | ISBN                   |
| ---- | ------------- | ---------------------- | -------------- | ---------------------- |
| 1    | 2014年3月14日 | ISBN 978-4-047-29365-6 | 2018年5月14日  | ISBN 978-9-575-64190-0 |
| 2    | 2014年9月22日 | ISBN 978-4-047-29808-8 | 2019年1月30日  | ISBN 978-9-575-64695-0 |
| 3    | 2015年5月30日 | ISBN 978-4-047-30471-0 | 2019年8月26日  | ISBN 978-9-577-43156-1 |
| 4    | 2019年4月5日  | ISBN 978-4-047-30879-4 | 2020年10月26日 | ISBN 978-9-865-24036-3 |
| 5    | 2019年11月5日 | ISBN 978-4-047-35814-0 | 2023年3月9日   | ISBN 978-6-263-52074-5 |

### 漫畫
| 卷數 | 讲谈社         | 讲谈社                 | 東立出版社    | 東立出版社             |
| 卷數 | 發售日期       | ISBN                   | 發售日期      | ISBN                   |
| ---- | -------------- | ---------------------- | ------------- | ---------------------- |
| 1    | 2017年3月17日  | ISBN 978-4-063-82938-9 | 2019年8月23日 | ISBN 978-9-572-63595-7 |
| 2    | 2017年10月20日 | ISBN 978-4-065-10318-0 | 2020年5月8日  | ISBN 978-9-572-63596-4 |
| 3    | 2018年4月20日  | ISBN 978-4-065-11262-5 | 2022年5月9日  | ISBN 978-9-572-63597-1 |
| 4    | 2018年12月20日 | ISBN 978-4-065-13863-2 |               |                        |
| 5    | 2019年9月19日  | ISBN 978-4-065-16991-9 |               |                        |
| 6    | 2020年5月20日  | ISBN 978-4-065-19542-0 |               |                        |
| 7    | 2021年4月20日  | ISBN 978-4-065-22584-4 |               |                        |
| 8    | 2021年12月20日 | ISBN 978-4-065-26174-3 |               |                        |
| 9    | 2022年10月20日 | ISBN 978-4-065-29464-2 |               |                        |
| 10   | 2023年9月20日  | ISBN 978-4-065-33057-9 |               |                        |
| 11   | 2024年4月18日  | ISBN 978-4-065-35265-6 |               |                        |

## 外部連結
- 成為小說家吧（日語）
- KAKUYOMU（日語）
- Magazine Pocket（日語）
- Yanmanga Web（日語）